# Иоганн Адольф (герцог Шлезвиг-Гольштейн-Зондербург-Плёна)
Иоганн Адольф Шлезвиг-Гольштейн-Зондербург-Плёнский (нем. Johann Adolf von Schleswig-Holstein-Sonderburg-Plön; 8 апреля 1634, Аренсбёк — 2 июля 1704, Рулебен) — второй герцог Шлезвиг-Гольштейн-Зондербург-Плёна. Генерал.

## Биография
Иоганн Адольф — старший сын первого герцога Плёнского Иоахима Эрнста и Доротеи Августы Гольштейн-Готторпской, дочери герцога Иоганна Адольфа. В 1645—1650 годах вместе с младшим братом Августом Иоганн Адольф совершил гран-тур по европейским странам и в частности побывал в Англии и Франции. В 1671 году наследовал отцу в герцогстве. 25 октября 1671 года был удостоен высшего ордена Дании — ордена Слона. В 1684 году герцог Иоганн Адольф начал строительство Травентальского охотничьего замка, в 1685 году заложил в Плёне церковь Святого Иоанна, а в 1690 году — городскую церковь.
Герцог Иоганн Адольф служил в нескольких армиях и принимал участие во многих больших войнах своей эпохи, в частности против турок. В его отсутствие герцогством управляли его мать и супруга. В 1664 году Иоганн Адольф получил звание генерал-фельдвахтмейстера имперской армии, в 1668 году — фельдмаршал-лейтенанта, в 1676 — генерал-фельдмаршала. В 1674 году герцог на некоторое время перешёл на службу брауншвейг-люнебургскому Каленбергу. В 1676 году получил звание фельдмаршала датской армии. С 1693 года служил в звании фельдмаршала Нидерландам.
Герцог Иоганн Адольф умер спустя несколько дней после смерти сына Адольфа Августа в результате несчастного случая. Сын Адольфа Августа Леопольд Август умер ребёнком в 1706 году. Наследником герцога Иоганна Адольфа стал его племянник, герцог Иоахим Фридрих.

## Семья
Герцог Иоганн Адольф был женат на Доротее Софии Брауншвейг-Вольфенбюттельской, дочери герцога Рудольфа Августа Брауншвейг-Вольфенбюттельского и Кристины Елизаветы Барби Мюлингенской. В этом браке родились:
- Адольф Август (1680—1704), женат на Елизавете Софии Марии Шлезвиг-Гольштейн-Норбургской (1683—1767)
- Кристиан Карл (1689—1704)
- Доротея София (1692—1765), замужем за Адольфом Фридрихом III Мекленбург-Стрелицким.